# زالمان كينغ
زالمان كينغ (بالإنجليزية: Zalman King)‏ هو منتج أفلام وكاتب سيناريو ومنتج ومخرج وممثل أمريكي، ولد في 23 مايو 1941 بترنتون في الولايات المتحدة، وتوفي في 3 فبراير 2012 بسانتا مونيكا في الولايات المتحدة بسبب سرطان. بدأ مشواره المهني سنة 1964.

## أعمال

### أفلام
- (1986) 9 أسابيع ونصف

## وصلات خارجية
- زالمان كينغ على موقع IMDb (الإنجليزية)
- زالمان كينغ على موقع روتن توميتوز (الإنجليزية)
- زالمان كينغ على موقع ألو سيني (الفرنسية)
- زالمان كينغ على موقع أول موفي (الإنجليزية)
- زالمان كينغ على موقع قاعدة بيانات الأفلام السويدية (السويدية)
- زالمان كينغ على موقع إن إن دي بي (الإنجليزية)
- زالمان كينغ على موقع ديسكوغز (الإنجليزية)
- زالمان كينغ على موقع قاعدة بيانات الفيلم (الإنجليزية)
- زالمان كينغ على موقع كينوبويسك (الروسية)